# 카마르 웃딘 칸
카마르 웃딘 칸 두글라트(영어: Qamar-ud-din Khan Dughlat)는 1368년에서 1392년 사이에 모굴리스탄 칸국의 몽골 통치자였다. 그는 몽골 군벌의 두글라트 파에 속해 있었다.

## 생애
'울루스 베그('위대한 지도자'의 군주 명칭)'로 있던 두 아미르 툴루크(Tuluk), 부라지(Bulaji)는 투글루크 티무르(Tughlugh Timur) 하에 있었다. 부라지가 죽은 다음으로는 아들이었던 쿠다이다드(Khudai-dad)가 뒤를 잇게 되는데, 형제 사이였던 카마르 웃딘과 울루스 베그 직위에 오르기 위해 싸움을 벌이게 되었다. 카마르 웃딘은 투글루그 티무르에 울루스 베그로 오르겠다는 요청을 거절당하였는데 이는 투글루트 티무르가 사망했을 때 그의 아들이었던 일리아스 호자(Ilyas Khoja) 칸에 반란을 일으키는 계기가 되었다.
카마르 웃딘은 일리아스 호자를 없애고 난 후에도 위협을 가할 것이라 여긴 투글루그 티무르 가문의 대부분을 몰살하였다. 비록 카마르 웃딘은 일부 아미르들의 지지를 받지 못했지만 모굴리스탄의 칸으로서 지위를 이을 수 있었다.
카마르 웃딘의 재위 기간 중에서는 중앙아시아에서 티무르 제국의 아미르 티무르 대제와 여러 차례 전투를 벌였다. 카마르 웃딘은 티무르의 공격을 감당할 수 없었지만 티무르 대제 또한 카마르 웃딘을 상대할 수 없었기 때문에 결국 모굴리스탄 바렌 평원에서 회군했다. 하지만 1390년, 티무르 대제가 소규모 전투를 벌일 와중에 카마르 웃딘은 자취를 감췄다. 카마르 웃딘 칸의 실종은 차가타이 가문의 출신이었던 히드르 호자(Khizr Khoja)에게 기회로 작용했고, 히드르 호자가 모굴리스탄 칸의 직위를 잇게 된다.
카마르 웃딘은 투다이다드라는 사촌이 있었는데 타리퀴 라쉬디(Tarikh-i Rashidi)에 따르면 일찍히부터 히르드 호자의 지지자였고, 차가타이 가문이 몰살당할 때 그를 숨겨주는데 도왔다고 전한다. 하지만 쿠다이다드는 불과 몇 년후, 강력한 지지를 받으며 성장을 할 수 있었고 히르드 호자가 죽음을 이후로 지도자 자리를 좌우할 수 있을 정도로 권력을 지니게 되었다. 그리고 쿠다이다드는 허톈시, 아커쑤시, 카스시, 사처현을 각각 가족에게 분할하여 다스렸는데 이는 미르자 아부 바크르 도글라트(Mirza Abu Bakr Dughlat) 시대까지 이어질 수 있었다.
| 이전 일리아스 호자 | 모굴리스탄 칸 1368–1392 | 이후 히드르 호자 |